# Spitzberg südwestlich Klinke
Spitzberg südwestlich Klinke este o arie protejată (arie specială de conservare — SAC, sit de importanță comunitară — SCI) din Germania întinsă pe o suprafață de 1 ha, integral pe uscat.

## Localizare
Centrul sitului Spitzberg südwestlich Klinke este situat la coordonatele 52°34′35″N 11°35′33″E / 52.5764°N 11.5925°E.

## Înființare
Situl Spitzberg südwestlich Klinke a fost declarat sit de importanță comunitară în martie 2004 pentru a proteja un număr necunoscut de specii din flora spontană și fauna sălbatică aflate în arealul zonei. Situl a fost protejat și ca arie specială de conservare în mai 2011.

## Biodiversitate
Situată în ecoregiunea continentală, aria protejată conține 3 habitate naturale: Pajiști uscate europene, Pajiști calcaroase din nisipuri xerice, Pajiști stepice subpanonice.
La baza desemnării sitului se află un număr nedeclarat de specii protejate:
Pe lângă speciile protejate, pe teritoriul sitului au mai fost identificate 8 specii de plante, 4 specii de mamifere.